# 가력도
가력도(可力島)는 전라북도 군산시 옥도면 비안도리에 속하는 2개의 옛 섬이다. 비안도리 495번지는 북가력도, 비안도리 496번지는 남가력도였는데, 북가력도는 가력배수갑문이 설치되어 수면 아래 잠기고 현재는 남가력도만 육지로 남아 있다.

## 현황
남가력도와 북가력도는 새만금 방조제가 축조되면서 방조제와 연결되어 그 일부가 되었다. 옛 남가력도는 1호 방조제의 북서쪽 끝에 위치하고 있는데 전부 가력도생태공원에 속하며, 옛 북가력도에는 가력배수갑문이 설치되어 기존의 섬이 거의 다 수면 아래 잠긴 포락지(浦落地)가 되었다.
2015년 10월 26일 행정자치부 중앙분쟁조정위원회의 결정에 따라 새만금 방조제 중 1호 방조제(가력배수갑문 포함)를 부안군이, 2호 방조제를 김제시가 관할하게 되어 군산시에 속하는 비안도리 495번지와 496번지는 월경지가 되었다.

## 가력도항
가력도항(可力島港)은 남가력도 옆에 조성된 어항으로 부안군 어민들의 기항지로 이용되고 있으며, 2015년 10월 행정자치부 중앙분쟁조정위원회의 결정에 따라 부안군 관할이 되었다. 또한, 이 어항은 군산시 남단의 비안도와 두리도에서 가장 가까운 항구이기도 하다.
그러나, 비안도, 두리도와 가력도 사이는 대가(요금 등)를 주고 받는 유상 여객선 운항이 10년 넘게 금지되었다. 이는 2007년에 가력도에 어항시설이 갖추어지자 전라북도가 성급하게 군산시에 항구의 관할권을 이관할 계획을 밝히면서 군산시와 부안군 사이의 행정구역 다툼을 촉발한 게 원인이었는데,  이 때문에 비안도와 두리도의 주민들은 가력도항을 이용할 경우 자기나 이웃의 어선으로 육지를 오가고, 가족들이 고향을 방문할 때도 섬에 사는 주민이 직접 가력도항까지 배를 끌고 가서 가족을 데려와야 했다.
2018년 12월에 국민권익위원회의 중재에 따라 군산시와 부안군이 가력도항 ~ 비안도 사이 도선 운항에 합의하였고, 2019년 12월부터 여객선이 운항하고 있다.

## 같이 보기
- 새만금 방조제
- 비안도
- 새만금항